# Dema Kovalenko
Dmytro Hennadijovyč Kovalenko, detto Dema (in ucraino Дмитро Геннадійович Коваленко?; Kiev, 28 agosto 1977), è un ex calciatore ucraino, di ruolo centrocampista.

## Carriera
Ha iniziato la sua carriera professionistica negli Stati Uniti, al Chicago Fire. Dopo due stagioni e mezzo ad alti livelli, ha cercato l'avventura europea con la maglia del St. Pauli, in Germania.
Dopo sole 5 presenze stagionali, ha deciso di tornare negli States per giocare con il D.C. United, prima di tentare il ritorno in patria, al Metalurh Zaporižžja, nel 2006. Anche questa volta ha scarsa fortuna, e decide di tornare immediatamente in America per giocare con i New York Red Bulls, prima di trasferirsi a Salt Lake City.
Il 14 gennaio 2009 passa al Los Angeles Galaxy.

### Competizioni nazionali
- Campionato MLS: 1

D.C United: 2004
- MLS Supporters' Shield: 1

Los Angeles Galaxy: 2010